# Рождество Богородично (Берово)
„Рождество на Пресвета Богородица“ (на македонска литературна норма: „Рождество на Пресвета Богородица“) е православна църква в малешевското градче Берово, Северна Македония, част от Струмишката епархия на неканоничната Македонска православна църква.
Храмът е основна църква на градчето. Изграден е в 1912 година, а осветен в 1922 година. В 1930 година е изградена камбанарията от юг на храма, която служи като часовникова кула. В архитектурно отношение е еднокорабен храм с големи размери и полукръгла апсина от изток. Във вътрешността таванът е равен и зелен, като частта на централното пространство е по-висока и има декоративни полета. Главният вход е от западната страна, а южният е към олтарното пространство. На северната страна входът към женската църква е зазидан. Църквата не е изписана.
Иконостасните резби и иконите са изработени през 20-те години на XX век. Иконите в храма са дело на видния зограф Гаврил Атанасов. В храма е запазена икона от 1899 година.